# Ґронди-Великі
Ґронди-Великі (пол. Grądy Wielkie) — село в Польщі, у гміні Єдвабне Ломжинського повіту Підляського воєводства.
Населення — 61 особа (2011).
У 1975-1998 роках село належало до Ломжинського воєводства.

## Демографія
Демографічна структура станом на 31 березня 2011 року:
|          | Загалом | Допрацездатний вік | Працездатний вік | Постпрацездатний вік |
| -------- | ------- | ------------------ | ---------------- | -------------------- |
| Чоловіки | 30      | 9                  | 16               | 5                    |
| Жінки    | 31      | 8                  | 16               | 7                    |
| Разом    | 61      | 17                 | 32               | 12                   |